# Béres Csepp
A Béres Csepp egy magyar humángyógyászati készítmény védjegyezett neve. A Béres Csepp és a Béres Csepp Extra elnevezéseket 2013-ban felvették a Magyar Értéktárba, majd 2013 szeptemberében bekerültek a hungarikumok közé. A készítményt dr. Béres József alkotta meg 1972-ben. A nyomelemeket és ásványi anyagokat speciális összetételben tartalmazza, a hiányzó nyomelemek pótlásával támogatja az immunrendszert. Hatását semmilyen megbízható külföldi független vizsgálat nem támasztja alá.

## A készítmény neve
A Béres cégnek több bejegyzett védjegye van, amelyek a BÉRES CSEPP kifejezést tartalmazzák. A név tehát nem fajtanév, ezért kötőjeles írásmódja helytelen. Helyes írásmódjával szerepel a Magyar Értéktárban is.

## Története
Béres József 1972-ben alkotta meg a nyomelemeket komplex formában tartalmazó humángyógyászati készítményt.
Egy szisztematikus kutatás eredményeként jöttek létre a cseppek, aminek fő motivációja testvére daganatos betegsége volt. Azt feltételezte, hogy a beteg szervezetből hiányoznak azok a nyomelemek amiket a csepp tartalmaz, és ez a hiány az immunrendszer működését olyannyira gátolja, hogy sok esetben ez a hiányállapot a felelős a daganatos betegség kialakulásáért. Visszajuttatva az emberi szervezetbe ezeket a nyomelemeket, az immunrendszer képes legyőzni a rákos megbetegedést.
Fia feleségével készült interjúkönyvben ezt részletesen ismerteti.
A cseppek elismertetéséért hosszú ideig küzdött a korabeli hatóságokkal: bár a betegek körében (ekkor kérésre saját maga készítette és ingyen adta) nagy sikert aratott, a hatóságok börtönnel fenyegették, ha terjeszti a készítményt.
Kósa Ferenc filmrendező dokumentumfilmje forgatásakor ötven bizonyító erejű esetet rögzített, (onkológusok által már nem kezelt betegek) a cseppek hatásának igazolására, és a társadalmi jelenség bemutatására. A film befejezését megakadályozták és a leforgatott tekercseket dobozba zárták. 1986-ban engedélyezték a film befejezését, amiben 15 eset részletes bemutatása és a társadalmi háttér is érzékelhető beszélgetések, dokumentumok fényképein keresztül. A film bemutatását követően sok-sok ankéton, beszélgetésen mondta el a rendező és a feltaláló a részleteket. Pár ankétról hang- és a Biokultúra Egyesületben filmfelvétel is készült.
1975-ben kuruzslás vádjával eljárás is indult ellene, de 1976-ban sikerült szabadalmaztatnia, és 1978-ban forgalomba is került gyógyhatású készítményként. 2000-ben hivatalosan is gyógyszerré nyilvánították, de a rák gyógyítását, a nyomelemek hiányát a rák kialakulásában és a visszajuttatás után a gyógyulási hatást nem ismerte el az orvos- onkológus- gyógyszerész-társadalom. Az OEP, egészségbiztosítók a Béres-cseppek szedését nem támogatják. Sok orvos viszont a betegeket biztatja, hogy saját költségükön szedjék.
Összetétele az elmúlt évtizedekben szinte semmit sem változott.
2019-ben mutatták be a Cseppben az élet című négyrészes magyar filmsorozatot, amely Béres József feltaláló életét, és a Béres Csepp megszületésének történetét dolgozza fel, Gyöngyössy Bence rendezésében, Gáspár Tibor főszereplésével.

## Összetétele
Hatóanyagok 1 ml Béres Csepp oldatban (18 csepp):
| Vas (Vas-szulfát-heptahidrát formájában)             | 2,00 mg  |
| Cink (Cink-szulfát-heptahidrát formájában)           | 1,14 mg  |
| Magnézium (Magnézium-szulfát-heptahidrát formájában) | 0,40 mg  |
| Mangán (Mangán-szulfát-monohidrát formájában)        | 0,31 mg  |
| Réz (Réz-szulfát-pentahidrát formájában)             | 0,25 mg  |
| Molibdén (Ammónium-molibdát-tetrahidrát formájában)  | 0,19 mg  |
| Vanádium (Ammonium-monovanadát formájában)           | 0,12 mg  |
| Nikkel (Nikkel-szulfát-hexahidrát formájában)        | 0,11 mg  |
| Bór (Bórsav formájában)                              | 0,10 mg  |
| Fluor (Natrium-fluorid formájában)                   | 0,090 mg |
| Kobalt (Kobalt-klorid-hexahidrát formájában)         | 0,025 mg |

Segédanyagok:
- aszkorbinsav
- borostyánkősav
- borkősav
- kálium-nátrium-tartarát
- amino-ecetsav (glicin)
- nátrium-edetát
- glicerin
- kénsav
- tisztított víz.

Hatóanyagok 1 ml Béres Csepp Extra oldatban (18 csepp):
| Cink (Cink-szulfát-heptahidrát formájában)           | 2,23 mg  |
| Vas (Vas(II)-szulfát-heptahidrát formájában)         | 2,00 mg  |
| Magnézium (Magnézium-szulfát-heptahidrát formájában) | 0,40 mg  |
| Mangán (Mangán-szulfát-monohidrát formájában)        | 0,31 mg  |
| Réz (Réz-szulfát-pentahidrát formájában)             | 0,25 mg  |
| Molibdén (Ammónium-molibdát-tetrahidrát formájában)  | 0,19 mg  |
| Vanádium (Ammonium-monovanadát formájában)           | 0,12 mg  |
| Bór (Bórsav formájában)                              | 0,10 mg  |
| Fluor (Natrium-fluorid formájában)                   | 0,090 mg |
| Kobalt (Kobalt-klorid-hexahidrát formájában)         | 0,025 mg |
| Króm (Króm(III)-klorid-hexahidrát formájában)        | 0,018 mg |
| Szelén (Vízmentes nátrium szelenit formájában)       | 0,012 mg |

Segédanyagok:
- glicerin
- amino-ecetsav (glicin)
- borostyánkősav
- borkősav
- kálium-nátrium-tartarát
- kénsav
- tisztított víz.

## Javaslatok
- hiányos táplálkozás, jelentős fizikai igénybevétel esetén,
- fáradékonyság, étvágytalanság, elesettség, gyengeség, álmatlanság esetén, illetve e panaszok megelőzésére,
- betegségek, műtétek után a felépülés elősegítésére,
- kiegészítő kezelésként tumoros betegségben szenvedők általános állapotának, közérzetének és életminőségének javítására is alkalmas, enyhíti a betegség vagy a terápia következtében fellépő panaszokat és mellékhatásokat.

A Béres-csepp használata ellenjavallt a készítmény bármely összetevőjére való allergia esetén (pl. fémallergia).
Kobalt-klorid-hexahidrát tartalma miatt a WADA a sportolók részére tiltott szernek minősítette.